# Осипов Леонід Михайлович
Осипов Леонід Михайлович (6 лютого 1943 — 5 листопада 2020) — російський ватерполіст.
Олімпійський чемпіон 1972 року, срібний призер 1968 року, бронзовий призер 1964 року.
Срібний призер Чемпіонату світу з водних видів спорту 1973 року.
Чемпіон Європи з водного поло 1966, 1970 років.